# Admirável Gado Novo
"Admirável Gado Novo" é uma canção do cantor e violonista brasileiro Zé Ramalho, parte de seu segundo álbum solo Zé Ramalho 2. A canção cita algumas ideias contidas no livro Admirável Mundo Novo, a obra mais famosa do escritor britânico Aldous Huxley, e reflete sobre as contradições de uma sociedade capitalista, massificada, sob um regime autoritário.
Em 1996, a música fez parte da trilha sonora da novela O Rei do Gado (que vendeu 2 milhões de cópias) como tema do núcleo dos Sem-Terra. Com efeito, Zé Ramalho a escreveu pensando na população nordestina, que cruzava a seca atrás de trabalho e condições melhores. 
A canção tem o baião como base rítmica e um refrão em forma de aboio. O verso "êh, ô, vida de gado" já fora usado em outras canções como "Toada de Gado" (escrita por Vavá Machado e Arlindo Marcolino e interpretada pelo Quinteto Violado) e, nesta canção, vira uma metáfora para a vida do povo em geral.

## Regravações
- Em 1994, o grupo carioca Biquini Cavadão regravou a canção em seu álbum Agora.
- Em 1997, esta música foi regravada pela cantora Cássia Eller, e está presente no álbum Música Urbana.

## Músicos participantes
- Zé Ramalho - voz e violão
- Geraldo Azevedo - violão de doze cordas[1]
- Chico Julien - baixo e vocal de apoio
- Nivaldo Ornelas - sax-tenor
- Borel - zabumba e ganzá
- Chacal - congas
- Zé Gomes - pandeiro
- Zé Leal - triângulo
- Paulo Machado - arranjo e regência de cordas
- Waldemar Falcão, Cátia de França, Huguinho e Mônica Schmidt - vocais de apoio